# 923
سنة 923 م كانت سنة بسيطة تبدأ يوم الأربعاء (الرابط يظهر نموذج التقويم الكامل للسنة) من التقويم اليولياني.

## مواليد
- أبو حيان التوحيدي
- جونغجونغ الأول ملك غوريو

## وفيات
- الطبري
- عمر بن محمد بن بجير
- 19 نوفمبر - أبو بكر الرازي.